# Dove River (Forth River)
Der Dove River ist ein Fluss im Nordwesten des australischen Bundesstaates Tasmanien.

## Geografie

### Flusslauf
Der fast 31 Kilometer lange Dove River entspringt an den Nordwesthängen des Mount Campbell im Nordteil des Cradle-Mountain-Lake-St.-Clair-Nationalparks. Von dort fließt er zunächst nach Osten bis zum Dove Lake und dann weiter nach Norden bis zur Nordspitze des Nationalparks. Dort biegt er nach Osten ab und mündet rund vier Kilometer südlich der Siedlung Lorinna in den Lake Cethena und damit in den Forth River.

### Nebenflüsse mit Mündungshöhen
- Pencil Pine Creek – 717 m
- Carruthers Creek – 627 m
- Campbell River – 272 m[1]

### Durchflossene Seen und Stauseen
- Dove Lake – 938 m
- Lake Cethena – 222 m[1]